# Luftwaffenmusikkorps Münster
Das Luftwaffenmusikkorps Münster (LwMusKorps Münster) wurde am 11. Juli 1956 in Uetersen aufgestellt und ist seit dem 4. September 1956 in Münster stationiert. Mit den übrigen 13 Musikkorps der Bundeswehr wurde es im Zuge der Neuausrichtung der Bundeswehr dem Zentrum Militärmusik der Bundeswehr in Bonn unterstellt.

## Aufgabe
Das Luftwaffenmusikkorps Münster ist als ein sinfonisches Blasorchester aufgebaut, das mit bis zu 60 studierten Musikern bei Veranstaltungen innerhalb und außerhalb der Bundeswehr, mit Klassik, zeitgenössischer Blasmusik, Pop, Swing und traditioneller Marschmusik auftritt.
Im militärischen Alltag steht die Truppenbetreuung im In- und Ausland auf dem Dienstplan. Neben Auftritten bei militärischen Zeremoniellen, wie Gelöbnissen, Appellen und dem Großen Zapfenstreich, sind Benefizkonzerte fester Bestandteil der Öffentlichkeitsarbeit. Der Einsatzbereich des Musikkorps umfasst den gesamten norddeutschen Raum von der niederländischen Grenze bis zum Harz.

## Geschichte

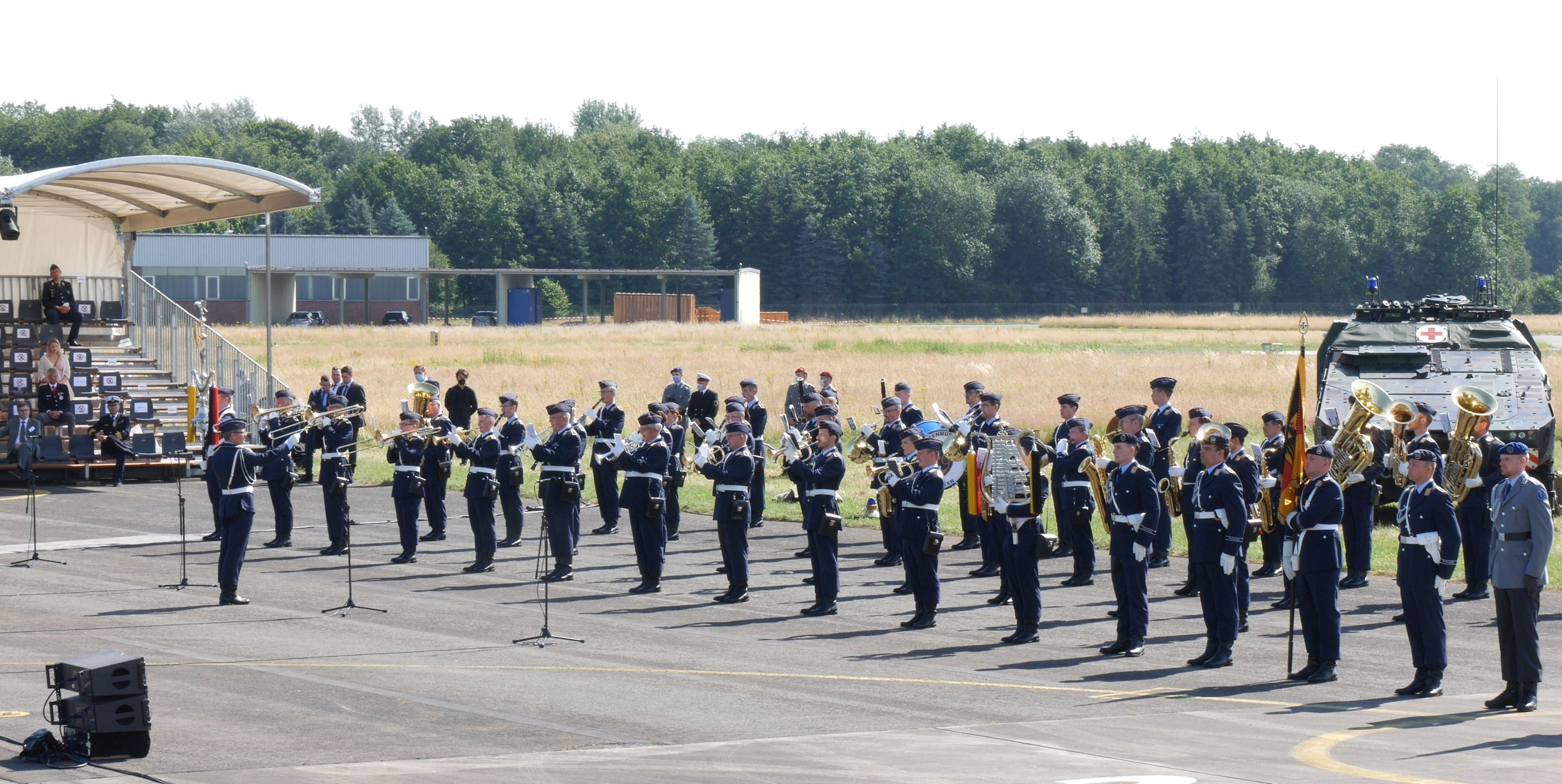
Das Luftwaffenmusikkorps Münster während eines Appells im Juli 2021.

Das Musikkorps wurde unter dem Namen Musikkorps der Luftwaffe 1 in Uetersen aufgestellt. Chef wurde der damalige Oberleutnant Johannes Schade. Für den 11. Juli 1956 waren 16 Mann einberufen. Musikinstrumente waren nicht vorhanden, nur wer sein eigenes Instrument mitbrachte, konnte musizieren. Auch die Proben fanden unter freiem Himmel statt, weil kein Proberaum zur Verfügung stand. Nach und nach wuchs das Musikkorps auf etwa 70 Mann an, da auch Musiker für das spätere Musikkorps der Luftwaffe 2 einberufen wurden. Am 4. September 1956 wurde das Luftwaffenmusikkorps nach Münster verlegt und dem Kommando der Luftwaffenbodenorganisation unterstellt.
Ab dem 1. August 1958 trug es den Namen Luftwaffenmusikkorps 3 und seit April 2014 treten die Musiker als Luftwaffenmusikkorps Münster auf. Es war kurzzeitig das einzige Luftwaffenmusikkorps, weil im Zuge der Neuausrichtung der Bundeswehr die übrigen Luftwaffenmusikkorps 1, 2 und 4 aufgelöst wurden. Am 1. April 2015 wurde das Wehrbereichsmusikkorps III Erfurt in Luftwaffenmusikkorps Erfurt umbenannt.

## Chronik der Leiter des Luftwaffenmusikkorps
- Johannes Schade (11. Juli 1956 – 1. Mai 1964)
- Ottomar Fabry (2. Mai 1964 – 22. September 1987)
- Simon Dach (23. September 1987 – 30. September 1992)
- Hans Orterer (1. Oktober 1992 – 30. Juni 1996)
- Lutz Bammler (1. Juli 1996 – 31. März 2003)
- Christian Blüggel (1. April 2003 – 29. Juli 2003)
- Michael Wintering (30. Juli 2003 – 21. April 2010)
- Martin Kötter (22. April 2010 – 31. Dezember 2011)
- Timor Oliver Chadik (1. Januar 2012 – 31. Dezember 2014)[4]
- Christian Weiper (1. Januar 2015 – 16. Februar 2022)[5]
- Alexander Kalweit (seit 16. Februar 2022)[6][7]

## Besetzungen
Je nach Anlass und Auftrag zeigt sich  das Orchester als
- Großes Blasorchester
- Big Band
- Combo
- Saxophonquartett
- Egerländer
- Blechbläserquintett
- Klassisches Holzbläserquintett
- Jazz-Quintett